# Granulócito basófilo

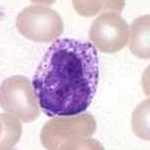
Basófilo presente no sangue periférico visto em lâmina através de microscópio

Granulócito basófilo é um tipo de leucócito que se fixa com corantes básicos. Representa menos de 1% dos leucócitos.
São granulócitos derivados de progenitores na medula óssea, onde amadurecem, constituindo menos de 1% dos leucócitos do sangue periférico. Embora não estejam normalmente presentes nos tecidos, podem ser recrutados para sítios inflamatórios, em conjunto com eosinófilos.
Os grânulos presentes nos basófilos apresentam mediadores similares aos dos mastócitos. Os basófilos também expressam FcεRI, ligam IgE e são ativados por complexos IgE-antígeno, podendo contribuir para as reações de hipersensibilidade imediata (tipo I).

## Descrição Celular
Os basófilos são de tamanho menor quando comparados aos demais leucócitos granulócitos, possui forma esférica e núcleo irregular em forma de trevo. Tem tamanho de aproximadamente 10-15 µm (micrómetros). Seu núcleo geralmente é segmentado ou bilobulado, raramente com três ou mais lóbulos. Seu citoplasma é levemente basofílico (cor azul) e quase sempre ofuscado pelos vários grânulos grosseiros corados de roxo. Os grânulos estão dispostos irregularmente cobrindo também o núcleo.

## Função
Participam de processos alérgicos; produzem histamina e heparina. Não são considerados os precursores dos mastócitos pois eles têm origens diferentes. 
Os basófilos são ativados pela presença de estímulos como as anafilotoxinas (complementos C3a, C4a e C5a), agentes quimiotáxicos durante o processo Inflamatório e os complexos IgE-antígeno. 
A resposta dos basófilos traduz-se em dois processos complementares: a desgranulação pelos eosinófilos e a libertação de histamina; e a síntese e libertação dos produtos da cascata do ácido araquidónico: leucotrienos, tromboxanos e prostaglandinas. 
A sua participação no choque anafilático (sistêmico) é maior que os mastócitos, pois liberam os mediadores para a circulação.

## Reações hipersensibilidade imediata (tipo 1) IgE
As reações de hipersensibilidade imediata (tipo I) são caracterizadas pela presença de IgE presente na superfície da membrana dos basófilos e mastócitos e, em geral, desencadeadas por um antígeno externo (alérgeno). Podem apresentar-se de forma sistêmica, envolvendo múltiplos órgãos, ou de modo mais restrito como na urticária e na rinite alérgica. A interação entre o alérgeno e a IgE preformada e prefixada a receptores de superfície de mastócitos e basófilos resulta na liberação de mediadores solúveis, como histamina, e na síntese de mediadores lipídicos derivados do ácido araquidônico. Rinite alérgica, asma e reações anafiláticas são exemplos de reações tipo I.

## Quantidade no sangue
É a célula circulante menos encontrada no sangue periférico dentre os leucócitos. Aproximadamente 0-1% dos leucócitos são basófilos, em microscopia são muito difíceis de encontrar Quando há aumento da quantidade de basófilos no sangue periférico usa-se o termo basofilia, que é caracterizado pela reação alérgica ou uma inflamação de caráter crônico.